# Joseph Vogt (industriel)
Pour les articles homonymes, voir Vogt (homonymie).
Ne doit pas être confondu avec Joseph Vogt.
Joseph Vogt né le 10 octobre 1847 à Soultz-Haut-Rhin et mort le 19 septembre 1922 est un industriel alsacien qui fut l'un des découvreurs des mines de potasse d'Alsace avec Amélie Zurcher.

## La découverte de la potasse en Alsace
Joseph Vogt est un industriel installé à Niederbruck est directeur d'une usine fabriquant du matériel de sondage qu'il créé en 1900.
En 1904, il aide Amélie Zurcher à effectuer une série de sondages en Alsace, d'abord pour rechercher le prolongement du bassin houiller stéphanien sous-vosgien (notamment exploité par les houillères de Ronchamp). Mais c'est de la potasse  qui est découverte.

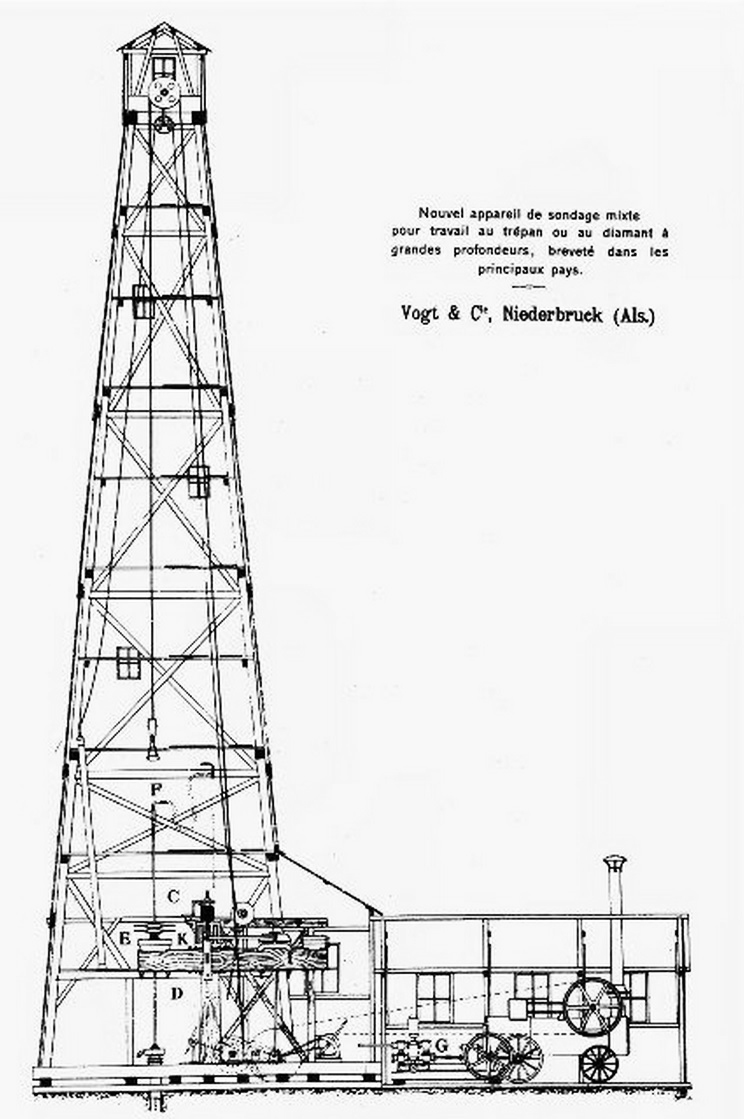
Type de sondage utilisé par la compagnie.
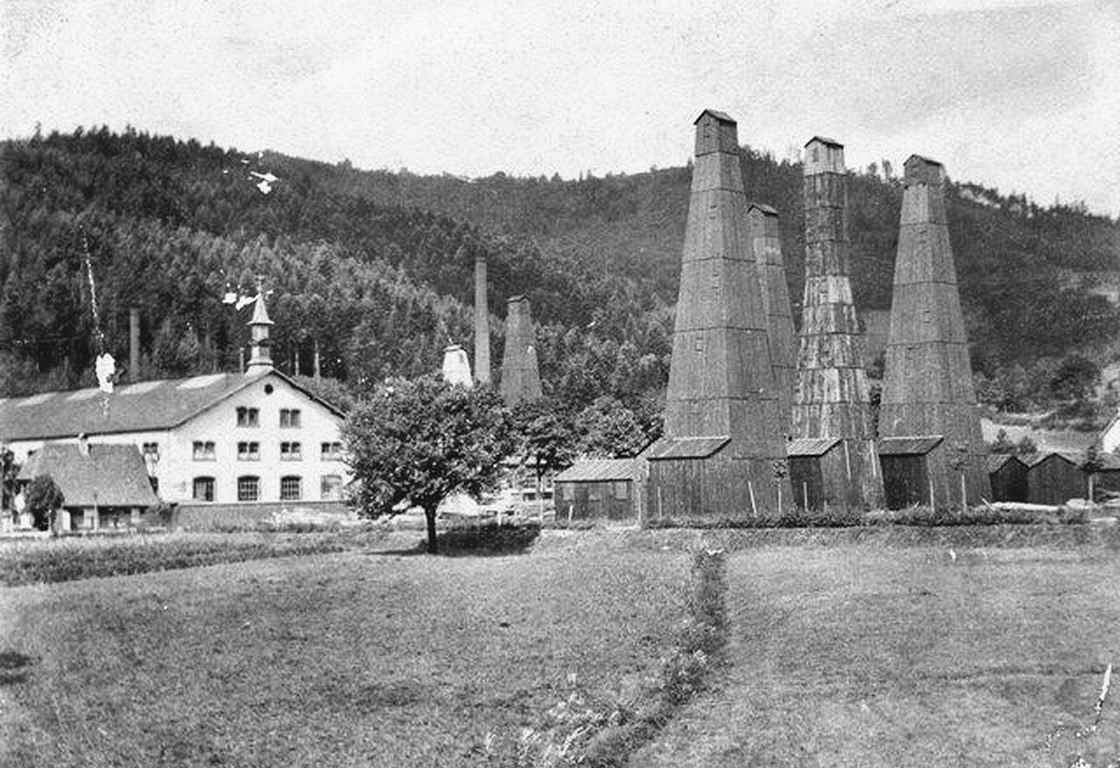
L'usine et les tours de sondage.
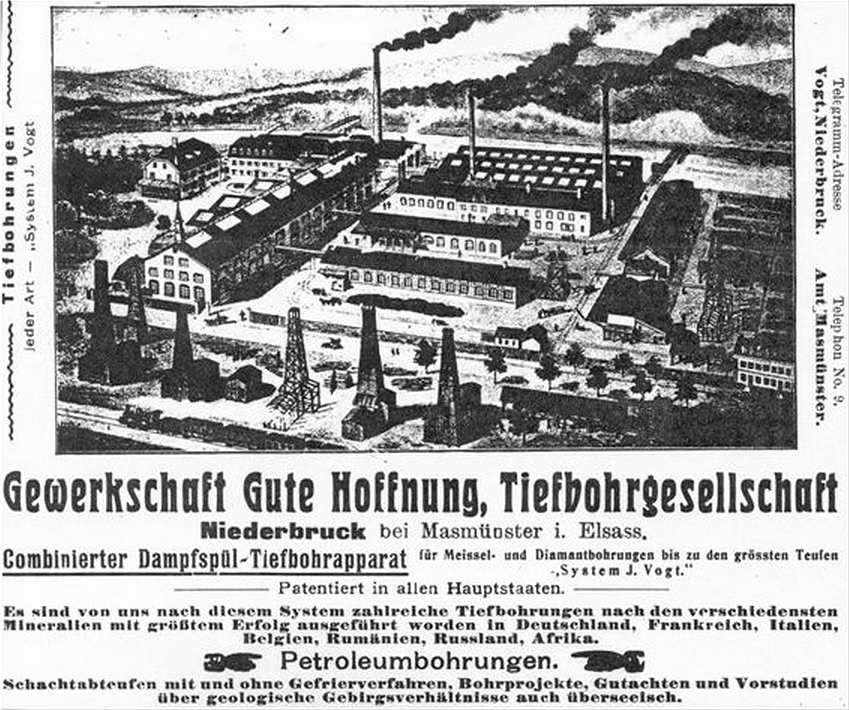
Affiche publicitaire.